# Rivière Wakeham
Pour les articles homonymes, voir Wakeham.
La rivière Wakeham est un affluent du littoral sud du détroit d'Hudson. Cette rivière coule vers l'est dans le territoire non organisé de Rivière-Koksoak faisant partie de l'administration régionale Kativik, dans la région administrative du Nord-du-Québec, au Québec, au Canada.

## Géographie
Les bassins versants voisins de la rivière Wakeham sont :
- côté nord : rivière Jacquère, détroit d'Hudson ;
- côté est : détroit d'Hudson ;
- côté sud :
- côté ouest : rivière de Puvirnituq, rivière Déception, rivière Déception Est.

La rivière Wakeham prend sa source d'un petit lac sans nom (altitude : 594 m) situé à 3,9 km à l'est du lac de tête de la rivière de Puvirnituq. À partir de ce lac de tête, le courant coule sur 5,1 km vers l'est en traversant neuf petits lacs, jusqu'à la rive ouest du "lac de la Tente Déchirée" (longueur : 2,9 km ; altitude : 573 m) que le courant traverse sur 0,75 km vers le sud-est jusqu'à l'embouchure du lac. Le "lac de la Tente Déchirée" est situé au sud du lac Qanartaliup Tasinga, à l'est du lac Rinfret, à l'est de l'aéroport de Donaldson, à l'ouest du lac Bombardier et au nord du lac Vicenza.
À partir de l'embouchure du "lac de la Tente Déchirée", la rivière coule vers le sud-est sur 2,8 km en traversant sur 2,3 km un lac. Puis la rivière coule sur 3,9 km vers l'est jusqu'à la rive ouest d'un lac Wakeham (longueur : 3,8 km ; altitude : 548 m) que le courant traverse sur 3,4 km jusqu'à l'embouchure située au sud-est. Le lac Wakeham reçoit deux décharges importantes (l'une venant du nord-ouest et l'autre de l'est).
La rivière Wakeham coule sur 36,1 km vers l'est jusqu'à la décharge de son plus important affluent (venant du nord) qui draine le lac Lépine. Puis la rivière Wakeham coule sur 5,6 km jusqu'à son embouchure jusqu'à la rive sud-ouest de la baie Wakeham sur littoral sud du détroit d'Hudson.
Baie Wakeham
Longue de 27,3 km, la baie Wakeham a la forme d'un S orienté vers le nord.
La côte Est de l'entrée de la baie comporte le cap la Boule, soit une presqu'île en forme de boule d'un diamètre 2,2 km et dont le sommet atteint 216 m. Cette presqu'île est liée à la terre ferme par un isthme de sable qui comporte une grève du côté nord. Les sommets des montagnes du côté Est de la baie varient généralement entre 300 m et 319 m. Toutefois, le mont Qaarniaq dont le sommet, situé à 720 m de la rive, atteint 379 m. Ce mont est situé à 5,8 km au nord du village de Kangiqsujuaq et à 2,9 km au nord-est de l'embouchure du ruisseau Aviguti qui se déverse dans la baie Wakeham au nord du village. Ce village est situé dans une vallée au fond d'une baie, au sud de la colline Umiannguaq et de la montagne Qarqaaluk (altitude : 333 m). La décharge des lacs Tasialuk et Tasikutaaguluk coule vers l'ouest en traversant le village jusqu'à cette petite baie.
La rive ouest de la baie comporte 12 affluents dont la rivière Sarvaliaq.

## Toponymie
Le toponyme "rivière Wakeham" a été officialisé le 5 décembre 1968 par la Commission de toponymie du Québec.